# San Juan Atzingo
San Juan Atzingo es una localidad del municipio de Ocuilan, está ubicada al occidente de la Ciudad de México y al sureste de la ciudad de Toluca, es una población cercana a la frontera con el Estado de Morelos, está conectada con la ciudad de Cuernavaca por vía terrestre. Cuenta con 949 habitantes, es una localidad rural.
Es esta localidad se habla la lengua tlahuica o atzinca, es la única comunidad donde la lengua se mantiene como lengua viva, misma que ha sobrevivido ante el avance de la globalización.